# Костёл Святого Антония Падуанского (Прага)
Костёл Святого Антония Падуанского (чеш. Kostel svatého Antonína Paduánského) — римско-католический приходской храм в неоготическом стиле, расположенный на площади Штросмайера в пражском районе Голешовице (Прага 7). Внешний вид костёла, в особенности пары его колокольных башен, был частично позаимствован у облика знаменитого пражского храма Девы Марии пред Тыном.

## История

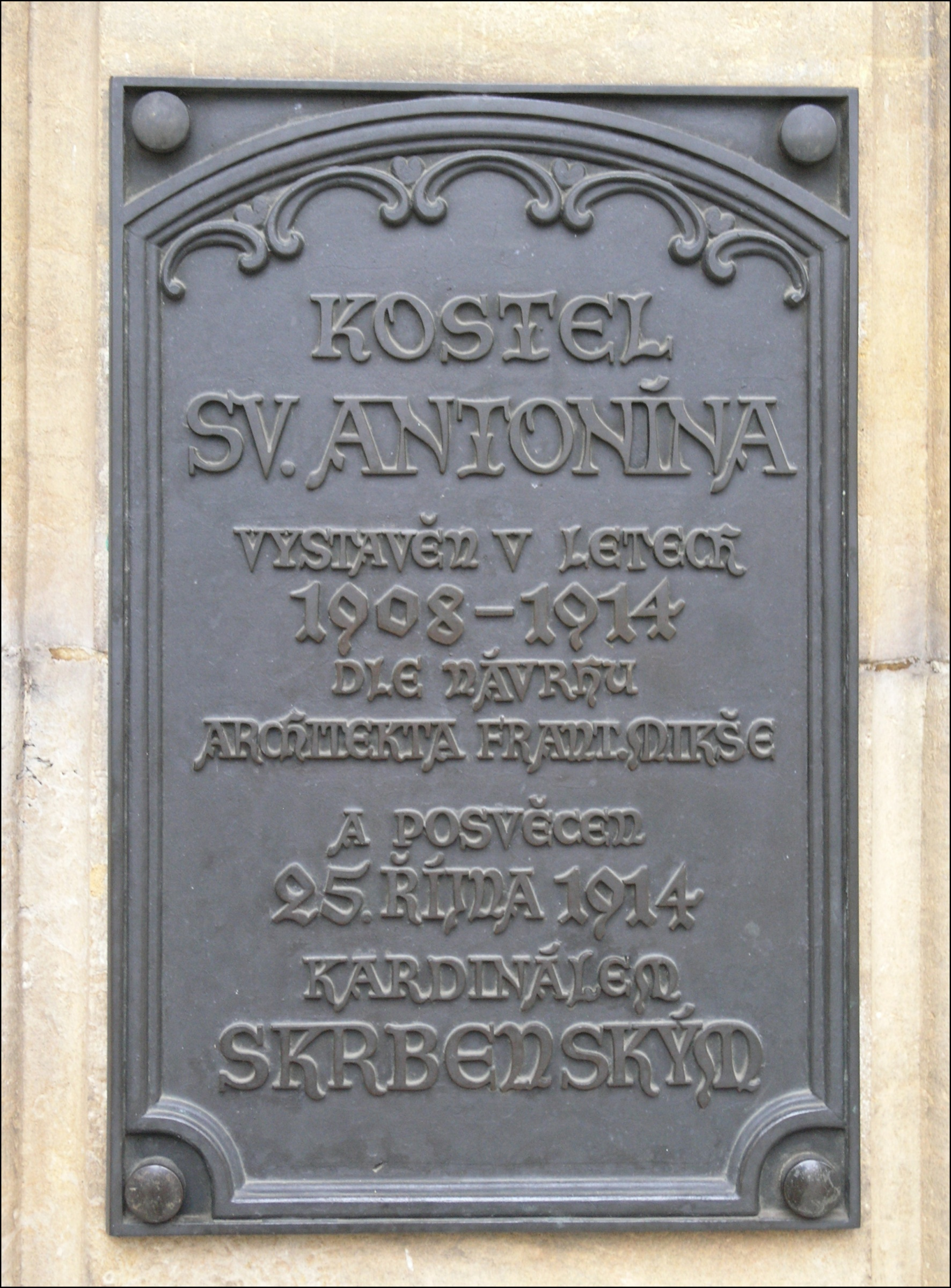
Мемориальная доска

До конца XIX века территория района Голешовице-Бубни относилась к Бубенечскому приходу, а богослужение для его жителей проводилось в небольшом костёле Святого Климента на современной Костелной улице. В 1886 году, через два года после административного включения Голешовице в состав Праги, был создан общественный комитет для организации строительства в Голешовице нового храма. В 1899 году было учреждено Духовное управление для Голешовице при костёле Святого Климента. В 1906 году архитектором Франтишеком Микшем, многолетним соратником Йосефа Моцкера, был разработан проект будущего костёла в псевдоготическом стиле, который решено было освятить в честь Святого Антония Падуанского. Согласно этому проекту, костёл длиной в 51 метр состоял из трёх нефов высотой 21 метр и имел две башни высотой 58 метров (63 — вместе с наконечниками). Земельный участок для строительства храма был предоставлен Йосефом Рихтером, землевладельцем из Бубни.
Краеугольный камень в основание храма Святого Антония Падуанского в Голешовицах был заложен и освящён 25 октября 1908 года, в том же году был построен фундамент и цоколь здания. Костёл строился в 1908—1911 годах по проекту Франтишека Микша и академического скульптора Штепана Залешака в стиле неоготики. Однако из-за окончания финансовых средств строительство пришлось приостановить. Благодаря усилиям Антонина Цирила Стояна венское правительство выделило существенную сумму денег и в сентябре 1912 года строительство было возобновлено. Постоянным недостатком средств в течение всего периода строительства объясняется тот факт, что большинство архитектурных элементов костёла было изготовлено не из природного, а из искусственного камня, что однако никак не сказалось на качестве их создания.
Строительство было закончено в 1914 году. 25 октября того же года, в день шестой годовщины заложения костёла, он был освящён архиепископом Праги кардиналом Львом Скрбенским. Поскольку в то время уже началась Первая мировая война, освящение храма прошло без лишних торжеств и финансовых затрат. Первым священником костёла Святого Антония Падуанского стал Антонин Непил.
Костёл первоначально имел два колокола производства фирмы Diepold, которые в 1916 году были конфискованы для военных нужд. В 1920 году из костёла Святого Климента на южную башню храма Святого Антония Падуанского был перенесён малый колокол «Климент» весом 400 кг, отлитый в 1572 году мастерской Брикци. В 1923 году были освящены два новых колокола, произведённые фирмой Herold. Работы по украшению интерьера и фасада костёла продолжались ещё и в 20-х годах XX века: в 1924 году в северном боковом нефе рядом с главным входом в храм был построен макет Лурдского грота, автором которого был скульптор Малинский (в следующем году композиция была дополнена статуей Девы Марии, макет располагается на своём месте по сей день), а в 1926 году внешнее обрамление сводчатого балдахина главных ворот было дополнено двумя статуями чешских святых работы скульптора Пршителя. 13 июня 1926 года статуи чешских святых и новый большой колокол «Антонин» были освящены пражским ауксилиарием Антонином Подлагой. Витражные окна храма были установлены по проекту Антонина Кписана постепенно в период с 1914 по 1927 годы на пожертвования отдельных лиц, чьи имена, как правило, указаны в нижней части окон.
Ни один из трёх новых колоколов храма не пережил Вторую мировую войну. После прихода к власти коммунистов из Пражского града был удалён колокол «Вацлав», являющийся копией филадельфийского Колокола Свободы, подаренный в 1919 году президенту Масарику американскими соотечественниками. По неизвестной причине колокол был помещён на хранение в храмовый зал костёла Святого Антония Падуанского, где и находился до 80-х годов XX века. В 1980 году на праздник Святого Иосифа колокол «Вацлав» был освящён, после чего с разрешения властей помещён на северную башню костёла.
В 70-х годах XX века была проведена генеральная реконструкция храмового органа с тремя мануалами, созданного голешовицким органным мастером Йосефом Губичкой. Выпускная система пневматической трактуры органа была заменена на напорную, а расположение органа изменилось настолько, что он утратил свой первоначальный «романтический» характер. После Рождества 2001 года был проведён следующий ремонт органа, в ходе которого пневматическая трактура была заменена электромагнитной, а также был перестроен пульт органа.
В 2010 году была проведена масштабная реставрация архитектурных элементов центральной части главного фасада (от лестницы до щипца). Общая сумма затрат на проведение реставрационных работ составили 1 525 000 крон, большую часть которой предоставил магистрат Праги. В 2014 году была проведена замена оригинальной кровли северной башни костёла, пострадавшей от времени, а также исправлены некоторые дефекты каменной отделки фасада и башни.
|                                     |  |                                          |  |                                                           |  |                                           |  |                           |
| Центральное окно фасада с масверком |  | Статуя Святой Людмилы на главных воротах |  | Костёл Святого Антония Падуанского на площади Штросмайера |  | Статуя Святого Вацлава на главных воротах |  | Неоготический фасад храма |

## Описание
Внешний вид трёхнефного костёла Святого Антония Падуанского, в особенности пара его колокольных башен, был частично позаимствован у облика знаменитого пражского храма Девы Марии пред Тыном. Башни костёла высотой 63 метра являются доминантой центра района Голешовице и несут на себе два колокола — «Климент» весом 400 кг (в южной башне), отлитый в 1572 году (в 2001 году колокол объявлен памятником культуры), и «Вацлав» весом 1200 кг (в северной башне), являющийся копией филадельфийского Колокола Свободы и дарованный американскими соотечественниками президенту Масарику в 1919 году. Щипец фасада храма украшена тремя статуями из песчаника работы скульптора Штепана Залешака, изображающими Святого Антония Падуанского (в центре) и Святых Кирилла и Мефодия (по бокам от Святого Антония). Сводчатый тройной балдахин главных ворот костёла украшен двумя более поздними скульптурами чешских святых — Святой Людмилы и Святого Вацлава.
Главный алтарь храма имеет перед собой менсу из сливенецкого мрамора — дар Антонина Непила, первого священника этого костёла. Автором скульптурного оформления кафедры, дарованной храму архиепископом Львом Скрбенским, и алтарей также является Штепан Залешак. Главный алтарь украшен его статуями Святого Антония Падуанского, Святого Вацлава и Святого Яна Непомуцкого, а кафедра — четырьмя рельефными изображениями евангелистов. Справа от входа в пресвитерий, в окончании южного нефа находится алтарь Девы Марии, подаренный костёлу пражским ауксиларием Франтишеком Брусаком. Этот закрывающийся трёхстворчатый алтарь был сделан из дерева и украшен образами работы академического художника Антонина Крисана. Над центральной створкой алтаря помещён образ Девы Марии Староболеславской. Слева от входа в пресвитерий, в окончании северного нефа находится алтарь Божественного сердца Господня. Этот резной алтарь был изготовлен резчиком Мразом и установлен в 1922 году. Центральная скульптура алтаря была создана выдающимся чешским скульптором Ченеком Восмиком, а автором алтарных образов является Антонин Крисан. Перед алтарём стоит мраморная купель. В центральной части южного нефа в 1990 году было устроено специальное хранилище, в котором в период рождественских праздников выставляется так называемый «Славянский Вифлеем», созданные резчиком Вацлавом Цвецлой.
В передней (восточной) части южного нефа располагается алтарь с центральным образом «Положение во гроб», являющимся копией оригинальной картины Рафаэля Санти, изготовленной профессором Шульцем в 1924 году. Меньшие образы алтаря, изображающие Святого Иосифа и Святого Антония, являются работой А. Крисана. В центральной части южного нефа находится так называемый «Гобеленовый алтарь» Святого Креста, поставленный в 1924 году. Настенный образ Распятого Христа был написан художником Беуронской художественной школы братом Панталеоном Майером, монахом Эммаусского монастыря. Последним алтарём южного нефа является алтарь Святой Агнессы Чешской, расположенный в его западной части. Этот алтарь был создан скульптором Малинским, освящён кардиналом Кашпаром в 1934 году, но окончательно закончен только в 1937 году.
|               |  |                                           |  |                |  |                                                                 |  |                                           |
| Кафедра храма |  | Алтарь Девы Марии в окончании южного нефа |  | Главный алтарь |  | Алтарь Божественного сердца Господня в окончании северного нефа |  | Алтарь Святой Анежки Чешской в южном нефе |